# Веб нaвигација
Веб нaвигација односи се нa процес кретањa крoз мрежу информaционих ресурса на Светскoј мрежи, која је оргaнизованa као хипeртекст или хипeрмедија. Кoриснички интерфeјс кoји oмогућава oву нaвигацију нaзива сe вeб прeтраживач.
Главна тема у веб дизајну је развој интерфејса за веб навигацију која максимизира употребљивост. 
Укупна навигациона шема веб странице укључује неколико навигационих делова као што су глобална, локална, допунска и контекстуална навигација; све ове компоненте чине кључне аспекте шире теме веб навигације. Хијерархијски навигациони системи су такође од велике важности јер представљају примарни навигациони систем. Омогућава кориснику навигацију унутар сајта користећи искључиво нивое, што се често посматра као ограничавајуће и захтева додатне навигационе системе за боље структурисање сајта. Глобална навигација на веб сајту, као други сегмент веб навигације, служи као основа и шаблон за олакшано кретање корисника који приступају сајту, док се локална навигација често користи за помоћ корисницима унутар одређеног дела сајта. Сви ови навигациони делови спадају у категорије различитих типова веб навигације.

## Историја
Веб навигација појавила се са увођењем Светске мреже 1989. године, када ју је Тим Бернерс-Ли изумео. Када је Светска мрежа постала доступна, веб навигација је све више постајала кључан аспект и имала важну улогу у пословима и свакодневном животу. Са трећином светске популације која сада користи интернет, веб навигација задржава глобалну примену у данашњем међународном друштву које се стално развија. Веб навигација није више ограничена само на рачунаре, јер су мобилни телефони и таблети додали нове могућности за приступ све већој количини информација на интернету данас. Најновији талас технологије који је утицао на веб навигацију је увођење и раст паметних телефона. Веб навигација је еволуирала од ограничене активности до нечега што многи људи широм света данас обављају свакодневно.

## Врсте веб навигације
Коришћење алата за навигацију на веб сајту омогућава посетиоцима сајта да искусе сајт са највећом ефикасношћу и најмањом неспособношћу. Систем навигације сајта је аналоган мапи пута која омогућава посетиоцима веб страница да истраже и открију различите делове и информације садржане на сајту.
Постоји много различитих врста навигације на веб сајтовима:

### Хијерархијска веб сајт навигација
Структура веб сајт навигације је изграђена од општег према специфичном. Ово пружа јасан и једноставан пут до свих веб страница са било ког места на сајту.

### Глобална веб сајт навигација
Глобална веб сајт навигација приказује највиши ниво секција/страница сајта. Она је доступна на свакој страници и наводи главне секције/странице садржаја сајта.

### Локална веб сајт навигација
Локална веб навигација представља линкове унутар текста одређене веб странице, који воде ка другим страницама унутар сајта.

## Стилови веб навигације
Веб навигација варира у стиловима између различитих сајтова, као и унутар одређеног сајта. Доступност различитих навигационих стилова омогућава да информације на сајту буду испоручене лако и директно. Ово такође помаже у разликовању категорија и самих сајтова, означавајући која је витална информација и омогућавајући корисницима приступ додатним информацијама и чињеницама о којима се дискутује на сајту. Широм света, различите културе преферирају одређене стилове веб навигације, чиме се ствара пријатније и функционалније искуство док се стилови навигације проширују и диференцирају.
Навигациона трака: Навигациона трака (или навигациони систем) је део веб сајта или онлајн странице који је намењен помагању посетиоцима да се крећу кроз онлајн документ.
Мапа сајта: Мапа сајта је списак страница веб сајта које су доступне претраживачима или корисницима. Може бити документ било ког облика који се користи као алат за планирање веб дизајна, или веб страница која приказује странице на сајту, обично организоване хијерархијски.
Хоризонтални падајући мени: У рачунарству са графичким корисничким интерфејсима, падајући мени је контрола корисничког интерфејса (ГУИ елемент, „виџет” или „контрола”), слична листи, која омогућава кориснику да одабере једну вредност са листе.
Искачући мени: У рачунарству са графичким корисничким интерфејсима, искачући мени је мени који се појављује (било надоле или са стране) када корисник кликне или задржи курсор миша на неком ГУИ елементу.
Именовано сидро: Назива се „сидро” јер дизајнери веб страница могу користити овај елемент да повежу URL са неким текстом на веб страници. Када корисници прегледају веб страницу у претраживачу, могу кликнути на текст како би активирали линк и посетили страницу чији је URL повезан са тим линком.

## Дизајн веб навигације
Оно што чини дизајн веб навигације тешком за рад је њена свестраност. Навигација се разликује у дизајну, било да се састоји од неколико главних страница у поређењу са вишесложеном архитектуром. Садржај такође може варирати између пријављених и непријављених корисника, и још много тога. Због великих разлика у навигацији међу веб сајтовима, не постоје универзалне смернице или листе за организовање навигације. Дизајнирање навигације се своди на коришћење добре информационе архитектуре и изражавање модела или концепта информација које се користе у активностима које захтевају експлицитне детаље о сложеним системима.